# Nouri Layachi
Nouri Layachi (ur. 23 września 1960) – algierski piłkarz grający na pozycji bramkarza

## Kariera klubowa
W swojej karierze piłkarskiej Layachi grał w klubie USM El Harrach.

## Kariera reprezentacyjna
W reprezentacji Algierii Layachi nie zdołał zadebiutować, jednak w 1988 roku powołano go do kadry na Puchar Narodów Afryki 1988. Z Algierią zajął 3. miejsce w tym turnieju.